# AEA Cygnet
El Cygnet (o Aerodrome #5) fue una de las primeras aeronaves canadienses. Con un diseño extremadamente poco ortodoxo, disponía de un "ala" con una configuración que recordaba a una valla de jardín, formada por 3393 células tetraédricas. Era una versión motorizada de la cometa tetraédrica Cygnet diseñada por Alexander Graham Bell en 1907. Su construcción fue obra de la recién fundada Asociación de Experimentos Aéreos. 

## Diseño y desarrollo
Los experimentos de Bell con cometas tetraédricas habían explorado las ventajas de utilizar grandes conjuntos de celdas para crear un efecto de elevación, lo que le llevó al diseño del Cygnet I. El 6 de diciembre de 1907, Thomas Selfridge pilotó la cometa mientras era remolcada en el aire mediante una lancha motora, llegando a un altura de 168 pies (51 m). Este fue el primer vuelo de una aeronave tripulada más pesada que el aire registrado en Canadá. Si bien sirvió para demostrar que era capaz de volar como una cometa con una persona a bordo, se trataba de un diseño poco prometedor para la investigación dirigida a lograr un vuelo autónomo motorizado. Era difícil de controlar, y de hecho, se destruyó cuando se posó sobre el agua al final del vuelo. 
Al año siguiente, se construyó un modelo más pequeño del mismo diseño, denominado Cygnet II, equipado con un tren de aterrizaje con ruedas y un motor Curtiss V-8.

## Historia operacional
Los intentos de volar el Cygnet II en Baddeck, Nueva Escocia, entre el 22 y el 24 de febrero de 1909, fracasaron. Cuando el AEA Silver Dart estaba listo para las pruebas de vuelo, el motor se retiró del Cygnet II, y se le devolvió posteriormente. Reconstruido de nuevo como el Cygnet III con un motor más potente Gnome Gamma de 70 HP, su último vuelo fue el 19 de marzo de 1912, en el  lago Bras d'Or, Nueva Escocia, pilotado por John McCurdy. Los resultados obtenidos con el Cygnet III fueron altamente insatisfactorios, siendo solo capaz de levantarse medio metro, seguramente debido al efecto suelo. Después de una prueba final el 17 de marzo, la malla de células tetraédricas falló estructuralmente, dejando el avión irreparablemente dañado. Los Cygnet II y III se abandonaron después de este intento de vuelo fallido.

## Especificaciones (Cygnet III)
Características generales
- Tripulación: 1
- Envergadura: 26 pies 4 pulgadas (8.03 m)
- Motor: 1 × Gnome Gamma 7-cil. Motor de pistón rotativo refrigerado por aire, 70 hp (52 kW)
- Hélices: una de 2 palas

Prestaciones
- Techo de servicio: 168 pies (51 m)